# Большой Яломан
Большо́й Ялома́н (южноалт. Jаан Jаламан, от алт. Jалама) — река в России, протекает в Онгудайском районе Республики Алтай. Длина реки составляет 42 км. Берёт начало на склонах Теректинского хребта, в истоке реки находится Большой Яломанский источник, памятник природы регионального значения. Впадает в реку Катунь, устье находится по левому берегу Катуни в 343 км выше её слияния с Бией.  
В 12 километрах вверх по течению от устья реки находится одноименное село. В полукилометре от устья реку по мосту пересекает автодорога Р256 «Чу́йский тракт» (693-й километр тракта).

## Притоки
- 12 км: Яломан (пр)
- Ак-Моштор (лв)
- Ярык-Моштор (лв)
- Чубюре (лв)
- Чанкыр (лв)
- Корумду (лв)
- Сары-Чет (лв)
- Колдаек (пр)
- Иликту (лв)

## Данные водного реестра
По данным государственного водного реестра России относится к Верхнеобскому бассейновому округу, водохозяйственный участок реки — Катунь, речной подбассейн реки — Бия и Катунь. Речной бассейн реки — (Верхняя) Обь до впадения Иртыша.